# Договор об Унии (1706)

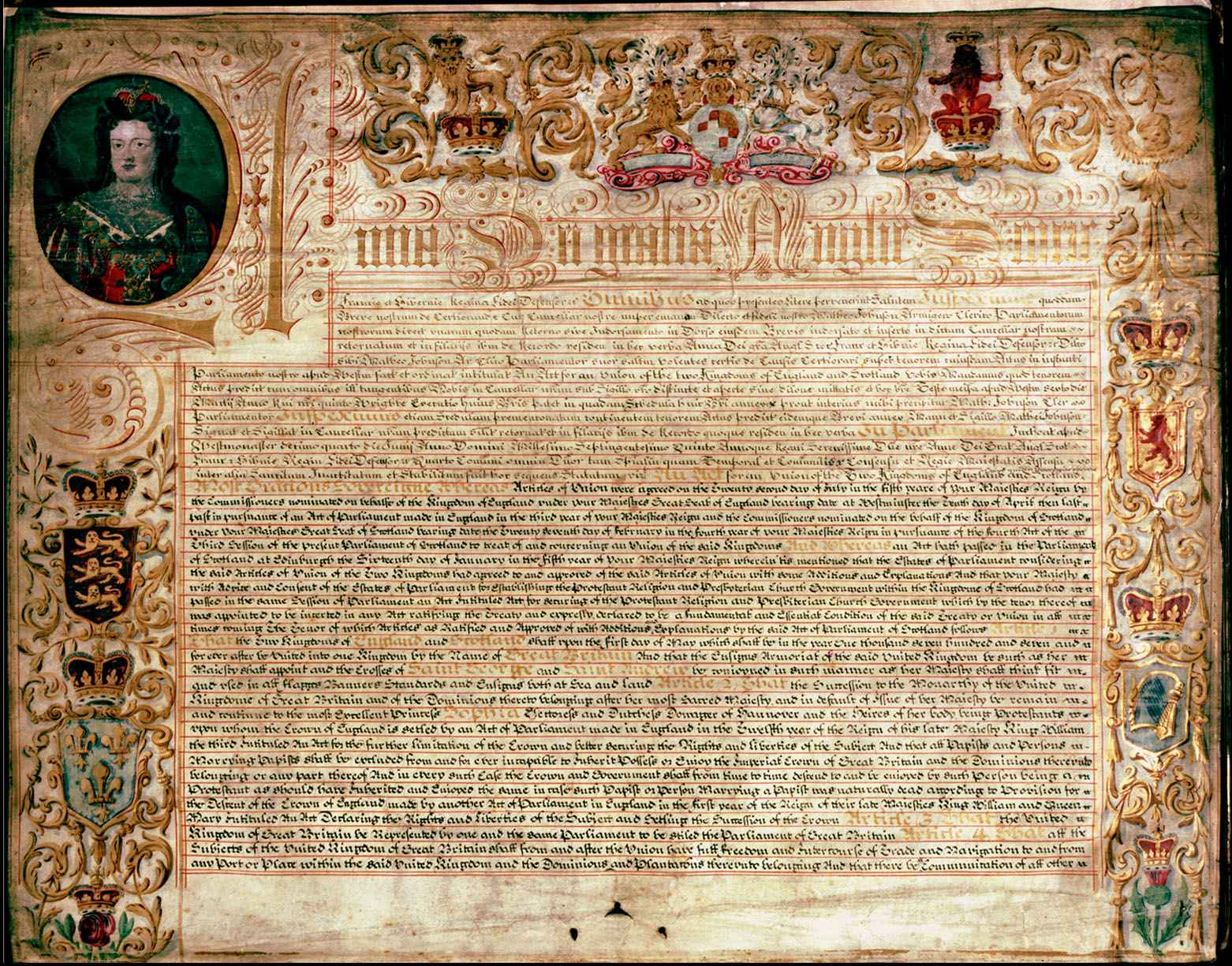
Оригинал Договора об Унии 1706

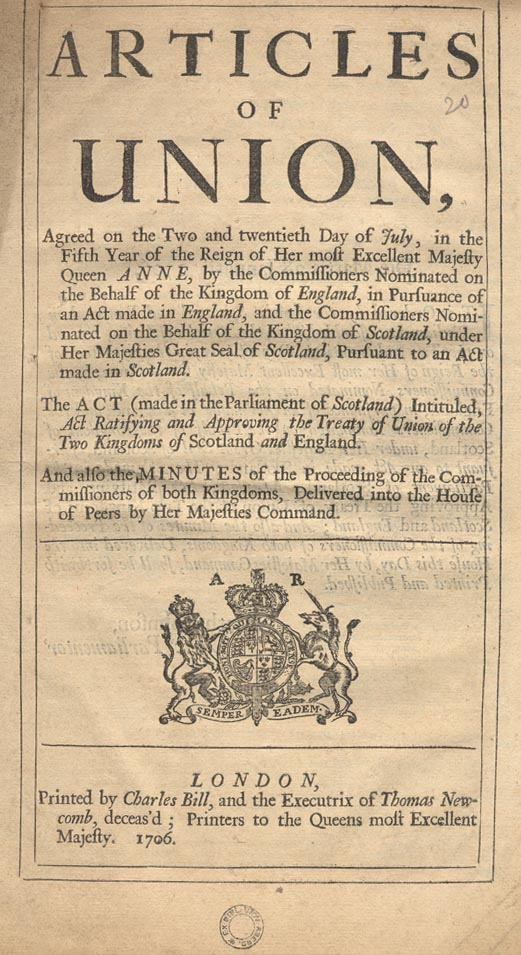
Опубликованные статьи Договора

Договор об Унии 1706 года — исторический, а также ныне действующий правовой документ в форме международного договора, окончательно согласовавший 22 июля 1706 года детали объединения Королевства Англии и Королевства Шотландии в новое Королевство Великобритания, которые впоследствии легли в основу Акта об Унии 1707 года, ратифицированного парламентами этих двух стран.

## Предыстория
Идеи об объединении двух суверенных государств стали широко обсуждаться сразу после того, как шотландский король Яков VI унаследовал английский престол от своей тётки Елизаветы I, взяв себе имя Якова I как короля Англии и образовав тем самым в 1603 году личную унию двух государств, которые по-прежнему оставались независимыми. Парламентская Уния 1707 г. стала результатом длительного, противоречивого процесса англо-шотландского сближения, который протекал, как минимум, на протяжении всего XVII в. В 1641 и 1643 гг. шотландский парламент предпочитал федеративную унию инкорпорирующей модели унии, предложенной со стороны Англии.

## Переговоры сторон
Осенью 1705 г. шотландский парламент проголосовал за назначение королевой Анной комиссионеров для возобновления англо-шотландских переговоров о более тесной унии. Договор нового союза был согласован двумя сторонами представителями правительств Её Величества в период между апрелем и июлем 1706 г., а в шотландском парламенте обсуждался между октябрем 1706 и январем 1707 гг. Парламентарии приняли его 110 голосами «за» при 46 воздержавшихся.

## Содержание
Договор был оформлен в виде инкорпорации, — термин международных договоров, предусматривающий включение одного государства в состав другого на основе соглашения, — и включал в себя 25 статей:
- Глава 1: Королевство Англия и королевство Шотландия объединяются в единое королевство под названием «Великобритания»;
- Глава 2: наследование престола в новом королевстве будет происходить на основании английского Акта о престолонаследии 1701 г.;
- Глава 3: новое королевство будет иметь единый Парламент (по сути дела им станет английский парламент);
- Главы 4—18: устанавливают единые правила в области торговли, налогов, валюты и других аспектов хозяйственной деятельности.
- Глава 19: сохраняется особая юридическая система Шотландии;
- Глава 20: сохраняются наследственные государственные и судебные должности;
- Глава 21: сохраняются права королевских городов (бургов);
- Глава 22: в едином Парламенте Шотландию представляют 16 шотландских пэров в палате лордов и 45 представителей Шотландии в палате общин);
- Глава 23: шотландские пэры имеют равные с английскими права при судах над пэрами;
- Глава 24: создание Большой печати нового королевства;
- Глава 25: любые законы Англии и Шотландии, противоречащие условиям Договора, объявляются утратившими силу.

В феврале 1707 договор был одобрен английским парламентом и, с подписью королевы 6 марта, вступил в действие 1 мая.

## Последствия
Договор создал новое и сильное союзное государство в Европе, таким образом положив начало развития Британской империи. Акт об унии был ненавистен многочисленным приверженцам изгнанной династии Стюартов. Пользуясь этим настроением, Яков III Стюарт, претендент на престол, поддержанный значительным отрядом французов, сделал в марте 1708 года попытку высадиться на шотландском берегу. Высадка не удалась благодаря бдительности английского адмирала Бинга.
После смерти Анны в 1714 году корона Великобритании перешла, согласно акту о престолонаследии, к курфюрсту ганноверскому Георгу, сыну Софии, внучки Якова I. За этим последовало крупное восстание якобитов в Шотландии в 1715—1716 годах, в ходе которого прибывший в Шотландию Яков Стюарт короновался в качестве шотландского короля под именем Якова VIII. Однако вскоре восстание было подавлено, и Шотландия осталась в составе Великобритании.
Установленная Актами 1707 года политическая уния сохраняется до настоящего времени; при этом Актом о Шотландии 1998 года Шотландии предоставлена внутренняя автономия, и с 1999 года в Шотландии вновь работает воссозданный шотландский парламент и правительство.
Договор также оставил раздельными некоторые сферы государственной деятельности в Шотландии и Англии: Корону, английское и Шотландское право, шотландскую банковскую систему, церковь Шотландии.

## Современные проблемы интерпретации
С развалом британской империи и процессом деволюции власти в Великобритании с начала 1990-х годов основы британской конституции все чаще стали подвергаться пересмотру, включая и основополагающий Договор об Унии. Коронация в 1953 году Елизаветы II впервые официально вызвала пересмотр доктрины «парламентского суверенитета» в деле MacCormick v Lord Advocate, указавшего на тот факт, что Парламент не имеет права пересмотра Договора об Унии. Процесс выхода Великобритании из ЕС в 2020-21 гг. также поднял целый ряд вопросов конституционного характера, включая возможность одностороннего применения королевских прерогатив для расторжения Договора 1706 года. Дальнейшее развитие движения за независимость Шотландии после референдума о независимости 2014 года вновь поставило вопрос о границах полномочий шотландского парламента относительно проведения очередного референдума о независимости.
Основным камнем преткновения является как статус договора, так и статус сторон-подписантов. Доминирующая точка зрения утверждает, что, с подписанием унии, образовалось новое унитарное государство-преемник. Однако, мнения расходятся относительно правовых последствий ратифицированных договоров обеими парламентами стран (Парламент Англии продолжил заседать без роспуска и лишь был переименован, а парламент Шотландии был распущен, но не упразднен в юридическом плане). С другой стороны, утверждается, что сутью договора была инкорпорация одного королевства другим, в результате чего, одна из сторон потеряла правовую субъективность.

## Интересные факты
- Роберт Харли, тогдашний Спикер палаты Общин, отправил писателя Даниэля Дефо в Эдинбург в качестве тайного агента и осведомителя, чтобы извещать королевский двор о царящих настроениях и агитировать за союз с Англией[17][18].
- Считается, что, из-за народных волнений в Эдинбурге подписание Договора шотландской стороной произошло в атмосфере секретности в летнем павильоне сада позади дома Морэй (англ. Moray house) в старом городе[19][20].